# Airyho model

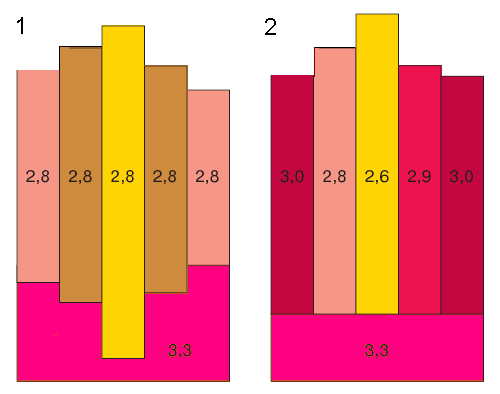
Airyho (vlevo) a Prattův (vpravo) model izostáze

Airyho model je teoretický model používaný v deskové tektonice, který popisuje chování litosférických desek na plastické astenosféře. Model předpokládá, že zemská kůra je tvořena jednotlivými bloky, které mají stejnou hustotu a plavou na hustším plášti (jako ledovce ve vodě). Dochází k tomu, že báze kůry tak inverzně odráží topografii.
Podle pozorování a simulací se zjistilo, že Airyho model není ojedinělým vysvětlením, jak se litosférické bloky chovají. Druhým model je Prattův, který ovlivňuje chování bloku z menší části.